# Pancho Gonzales
Ne doit pas être confondu avec Pancho Gonzalez.
Pour les articles homonymes, voir Gonzales.
Ricardo Alonso González, généralement connu comme Pancho Gonzales, est un joueur de tennis américain, né le 9 mai 1928 à Los Angeles (Californie) et mort le 3 juillet 1995 à Las Vegas (Nevada).
Professionnel de 1949 à 1974, Gonzales a remporté cent onze titres en simple messieurs, dont dix-sept majeurs, incluant deux titres du Grand Chelem et douze titres du Grand Chelem professionnel.
Considéré comme l'un des plus grands joueurs de tous les temps ,,, il a dominé le tennis des années 1950 et du début des années 1960. Durant cette période, il jouait en tant que professionnel. Entièrement autodidacte, il était aussi un champion amateur à la fin des années 1940, gagnant deux fois le tournoi du Grand Chelem américain à Forest Hills, le futur US Open, sur gazon. Il détient le record de huit titres remportés à l'US Pro.
Avant la création du classement ATP en 1973, Pancho Gonzales a été désigné N°1 mondial au terme de huit saisons.
Gonzales est membre du International Tennis Hall of Fame depuis 1968.

## Carrière

### Amateur
Quasiment inconnu à 20 ans, Gonzales était le numéro 17 amateur aux États-Unis quand il a participé à son premier championnat national amateur à Forest Hills en 1948. Il n'était que tête de série numéro 8 mais a gagné le tournoi assez facilement avec son jeu puissant de service-volée, il est vrai en l'absence de sa bête noire de l'époque Ted Schroeder. L'année suivante, il a perdu dès les huitièmes de finale à Wimbledon face à Geoffrey Brown et a été critiqué par une partie de la presse. Un journaliste anglais l'a traité de « champion de fromage » et, à cause de son nom, son partenaire en double, Frank Parker, a commencé à l'appeler « Gorgonzales », en référence au gorgonzola, le fromage italien. Ce nom est devenu finalement « Gorgo », le sobriquet par lequel il était connu plus tard par ses collègues sur le circuit professionnel.
Toujours en 1949, Gonzales a de nouveau disputé les championnats américains amateurs et a confirmé sa victoire de l'année précédente, en battant à la surprise générale Ted Schroeder, la tête de série numéro 1 et tenant du titre à Wimbledon, en finale après cinq manches épiques. Numéro 1 amateur en Amérique à la fin de 1948 et en 1949, Gonzales a aussi remporté ses deux matchs de simple dans le challenge round de la Coupe Davis en 1949 contre l'Australie. Le 25 octobre 1949, il joua et perdit son premier match professionnel face au meilleur joueur du monde de l'époque, son compatriote, le joueur professionnel John Albert Kramer.

### Professionnel
Gonzales a été fréquemment battu lors de sa première année sur le circuit professionnel par le roi régnant du tennis professionnel, Jack Kramer, et ensuite a plus ou moins disparu de l'actualité. Il a continué de gagner des tournois occasionnellement, battant plusieurs fois son vieux Némésis Kramer. En 1953, Kramer, maintenant promoteur autant que joueur, a organisé une tournée en Australie avec en vedette Frank Sedgman, Ken McGregor, Pancho Segura, et lui-même. Blessé au dos, cependant, Kramer a désigné Gonzales pour le remplacer. Dans les matchs suivants, Gonzales a facilement battu Sedgman, le gagnant de sept titres de simples de Grand Chelem et a surclassé McGregor, le champion de l'Australie en 1952. Jouant devant un nombre de spectateurs diminuant à cause de la nette supériorité de Gonzales, Kramer a ensuite recruté un autre champion Australien, Dinny Pails, vainqueur en 1947, pour affronter l'Américain. Gonzales l'a battu 47 matchs à 7 et, à fin de l'année 1954, il était clairement établi qu'il était le meilleur joueur du monde.
Gonzales était maintenant le joueur dominant pour à peu près dix ans, battant régulièrement les grands champions tels que Sedgman, Tony Trabert, Ken Rosewall, Lew Hoad, Malcolm Anderson et Ashley Cooper. Pendant cette période il a remporté huit fois le Championnat professionnel américain et quatre fois le championnat professionnel de Wembley, Angleterre, considéré comme l'équivalent de Wimbledon. En plus, il a battu tous les meilleurs amateurs devenus professionnels dans de longues séries de matchs sur le circuit professionnel. Gonzales était célèbre pour son ardente volonté de vaincre, son service en balle de canon, et son jeu au filet conquérant, une combinaison tellement puissante que les règles du circuit professionnel ont été brièvement changées dans les années 1950 pour lui interdire d'avancer au filet immédiatement après son service. Il a gagné quand même, et les règles traditionnelles ont été rétablies. Si fort était son pouvoir d'élever la qualité de son jeu au plus haut niveau, surtout à la cinquième manche des longs matchs, que Allen Fox a dit qu'il n'a jamais vu Gonzales perdre son service même une seule fois quand il servait pour la manche ou pour le match.
Le défi le plus difficile pour Gonzales pendant ces années venait de Lew Hoad, le très puissant jeune Australien qui a gagné cinq titres du Grand Chelem comme amateur. Pendant la tournée de 1958, Gonzales a été confronté à Hoad 87 fois. Hoad a remporté 18 des premiers 27 matchs et il semblait qu'il allait supplanter Gonzales comme le meilleur du monde. Gonzales, cependant, refaisait et améliorait son revers pendant le cours de ces matchs (comme Bill Tilden a été obligé de le faire en 1920 pour ensuite devenir le meilleur du monde), et après il a gagné 42 des 60 matchs suivants pour maintenir sa supériorité avec une marge finale de 51 à 36.
Beaucoup du feu compétitif de Gonzales dérivait de la colère qu'il ressentait d'être payé beaucoup moins que les joueurs qu'il battait régulièrement. En 1955, par exemple, il n'était payé que 15 000 $ bien que son adversaire habituel du circuit, Tony Trabert, tout récemment devenu professionnel, avait un contrat pour 80 000 $. Ses relations avec les autres joueurs étaient souvent colériques et amères. Normalement il voyageait seul entre les étapes, arrivant juste à temps pour faire son match, puis partant tout seul pour la prochaine ville. Gonzales et Kramer, le promoteur du circuit pendant des années, étaient aussi des ennemis ardents depuis les jours où Kramer avait battu le jeune Gonzales pendant sa tournée initiale. Maintenant ils se disputaient incessamment à cause de l'argent et Kramer manifestait ouvertement son désir de voir Gonzales battu par ses adversaires. Mais malgré son antipathie pour Gonzales, Kramer savait fort bien que Gonzales était la grande attraction des joueurs professionnels et que, en son absence, il n'y aurait pas de circuit du tout.

### L'ère «Open»
La plus grande partie de la carrière professionnelle de Gonzales était avant le début de l'ère « Open » en 1968 et il était inéligible à jouer dans les quatre tournois qui composent le Grand Chelem de tennis entre 1949, quand il est devenu professionnel, et 1967. Comme on l'a remarqué pour d'autres grands champions tels que Rod Laver, Gonzales aurait presque certainement gagné encore de nombreux titres de Grand Chelem s'il lui avait été permis de disputer ces tournois pendant cette période de 18 ans. Jack Kramer, par exemple, a spéculé dans un article sur les champions théoriques de Forest Hills et Wimbledon que Gonzales aurait gagné encore 11 titres dans ces deux tournois seuls.
Le premier tournoi du Grand Chelem de l'ère Open fut Roland-Garros en mai 1968, quand Gonzales venait d'avoir 40 ans. Malgré le fait qu'il ait été en semi-retraite depuis quelques années et que le tournoi se pratiquait sur la surface lente de terre battue qui handicape les joueurs de service-volée, Gonzales a battu le détenteur du titre Roy Emerson dans les quarts de finale. Il a ensuite perdu contre Rod Laver dans les demi-finales. Il a perdu dans le troisième tour de Wimbledon mais après avoir battu Tony Roche, la tête de série numéro 2, dans le quatrième tour de l'US Open avant de perdre un match épique face au Hollandais Tom Okker.

### Match mémorable à Wimbledon
En 1969, cependant, ce fut le tour de Gonzales de remporter un match si long et ardu que cela a incité à l'adoption du jeu décisif. En vétéran et grand-père de 41 ans, Gonzales a affronté à Wimbledon l'excellent jeune amateur Charlie Pasarell (Gonzales a coaché Pasarell en junior dix ans plus tôt) et l'a battu dans un match qui a duré 5 heures et 12 minutes et qui a pris deux jours pour se terminer. Le match devait commencer le lundi en dernière rotation mais la pluie l'a repoussé au lendemain, ensuite la nuit interrompt le match 2 sets à 0, pour enfin finir le mercredi en programmation sur le central et reléguant le champion Arthur Ashe sur le court no 12. À la fin de la première manche Gonzales se plaint déjà de l'obscurité et balance le deuxième set ainsi que sa raquette en manquant de peu un ramasseur. Gonzales n'a pratiquement pas réussi à dormir de la nuit et a joué au backgammon avec sa femme en fumant des cigarettes et en buvant du gin, tandis que Pasarell s'attendait à finir un vieillard. Dans la cinquième manche, Gonzales a été confronté à sept balles de match et les a toutes sauvées (dont notamment une sur un plongeon et une autre sur un lob trop long où il ne put bouger car trop fatigué), remontant deux fois un déficit de 0-40. Le score final était un incroyable 22-24, 1-6, 16-14, 6-3, 11-9. Une ovation debout d'une minute salua les joueurs, ce qui était exceptionnel pour l'époque à Wimbledon. Gonzales a continué jusqu'au quatrième tour, où il a été battu par Arthur Ashe en quatre manches. Le match avec Pasarell, cependant, reste un des clous de l'histoire du tennis.

### Les dernières années professionnelles
Plus tard dans l'année, Gonzales a gagné le Howard Hughes Open à Las Vegas et le Pacific Southwest Open à Los Angeles, battant, parmi d'autres, John Newcombe, Ken Rosewall, Stan Smith (deux fois), Cliff Richey, et Arthur Ashe. Parmi les joueurs américains, Gonzales a gagné le plus d'argent pour l'année 1969, 46 288 $. Si les professionnels du circuit avaient été inclus dans la liste nationale, il est probable qu'il aurait été numéro 1 aux États-Unis, comme il l'a été deux décennies plus tôt en 1948 et 1949. En plus, il restait capable de battre, de temps en temps, le joueur numéro 1 du monde, Rod Laver. Dans leur rencontre la plus célèbre, un match pour 10 000 $, le-gagnant-prend-tout, devant 15 000 personnes au Madison Square Garden à New York en février 1970, Gonzales, 41 ans, a battu Laver en cinq manches.
Gonzales a continué à disputer des tournois de temps en temps et devenant le joueur le plus âgé ayant gagné un tournoi professionnel, remportant le Des Moines Open contre le français Georges Goven, 24 ans, à trois mois de son 44e anniversaire. Malgré le fait qu'il s'était toujours signalé comme un joueur de service-volée, il battit à 43 ans Jimmy Connors alors âgé de 19 ans, triomphant de ce futur grand baseliner en jouant depuis sa ligne de fond lors du Pacific Southwest Open. Élément narré par son adversaire dans son autobiographie où celui-là dit au passage tout le bien qu'il a toujours pensé de Gonzales.
Roy Emerson, le grand joueur australien vainqueur d'une douzaine de titres de Grand Chelem dans les années 1960 comme amateur quand la plupart des meilleurs joueurs du monde étaient passés professionnels, l'est devenu à son tour en avril 1968 à l'âge de 32 ans, en ayant gagné Roland Garros l'année précédente. Gonzales, de huit ans plus âgé, l'a battu dès les quarts de finale au résultat de 7-5, 6-3, 3-6, 4-6, 6-4, du premier open français en juin 1968, quelques semaines plus tard au deuxième tour du tournoi professionnel de Roland Garros en juillet 1968 au score de 6-0, 6-4, 2-6, 3-6, 6-3 ou en finale du tournoi NTL (National Tennis League) de Midland Racquet Club's Invitational le 29 septembre 1968 au score de 7-5, 6-4. Dans les années suivantes, Gonzales a battu Emerson encore 11 fois[réf. nécessaire]. Cependant, il est arrivé à Emerson de battre à quelques reprises son aîné lors des tournois professionnels, par exemple au tournoi NTL (National Tennis League) de Corpus Christi South Texas Pro au premier tour le 4 octobre 1968 dans lequel Roy sauve deux balles de set dans la première manche contre Pancho au score de 7-5, 6-0, ou au cours du match de la troisième place à Orlando Pro Tennis Tournament le 11 février 1969, à la cinquième édition du tournoi indoor du Madison Square Garden à New York le 15 mai 1969 sous le score de 8-5, un résultat sous le format appelé pro set, ou en quart de finale du tournoi WCT (World Championship Tennis) de Fort Worth le 21 août 1970.
Un autre grand champion australien Ken Rosewall, vainqueur de 8 titres du Grand Chelem en sa longue carrière, d'abord comme amateur puis comme professionnel dans les premières années de l'ère Open, perdit 101 fois contre Gonzales sur les 160 matchs qu'ils disputèrent.

## Sa vie personnelle
Les parents de Pancho, Manuel Antonio González et Carmen Alire, ont émigré aux États-Unis depuis Chihuahua, au Mexique, au début des années 1900. Pancho est né à Los Angeles, aîné de sept enfants. Bien que son nom soit correctement écrit « González », lors de la plus grande part de sa carrière, il resta connu comme Pancho « Gonzales ». Ce ne fut que vers la fin de sa vie que l'orthographe correcte de son nom a commencé à être employée.
Le jeune Gonzales eut une adolescence troublée et apprit à jouer seul sans aucun encouragement de l'establishment du tennis, trempé de la haute-société du Los Angeles des années 1940. Il eut quelques problèmes avec la justice et s'engagea dans la marine militaire à l'âge de 16 ans, y faisant deux ans de service.
Gonzales s'est marié six fois (deux fois à la comédienne Madelyn Darrow) et eut sept enfants. Sa dernière femme, Rita, est la sœur du champion de tennis Andre Agassi. Gonzales est mort, à peu près ruiné et sans ami, dans une maison minuscule près de l'aéroport de Las Vegas en 1995. Ses funérailles furent payées par Andre Agassi.

## Sa place parmi les meilleurs joueurs de tous les temps
Pendant à peu près 35 ans, de 1920 à 1955, Bill Tilden était généralement considéré comme le meilleur joueur de tous les temps. Des années 1950 aux années 1970, beaucoup d'observateurs estimaient que Gonzales méritait ce titre. Depuis, des champions de l'ère Open tels que Rod Laver, Björn Borg, et Pete Sampras, ont été considérés comme meilleurs que Tilden ou Gonzales. Il y a, cependant, des experts qualifiés qui estiment toujours que Gonzales était le meilleur joueur de l'histoire. Jack Kramer, par exemple, qui est devenu un joueur de classe mondiale en 1940 et qui a battu Gonzales facilement dans sa première année sur le circuit professionnel, a déclaré que Gonzales était meilleur que Laver et Sampras. Pancho Segura, qui a souvent battu tous les grands joueurs depuis les années 1930 jusqu'aux années 1960, a dit qu'il croyait que Gonzales était le meilleur de tous les temps. D'autres grands champions tels que Donald Budge, Lew Hoad, et Allen Fox sont d'accord avec cette estimation.

### L'avis de Gonzales sur d'autres grands champions en 1995
- Pete Sampras : « Je l'estime comme pouvant battre n'importe qui, y compris Lew Hoad ».
- Andre Agassi : « C'était un talent naturel, mais quand il est devenu professionnel à 15 ans il n'arrivait pas à couvrir le court ».
- Björn Borg : « Il était solide.  J'ai joué contre lui quand j'avais 18 ans et lui 42… et je l'ai battu 6-1, 6-1. Mon meilleur jeu contre son meilleur jeu, il aurait été un des plus forts. Un des plus grands de tous les temps ». L'écart d'âge entre les deux joueurs étant plus grand, il semblerait que le journal ait fait une faute de frappe ou que Pancho Gonzales se soit trompé en donnant son âge ou celui de Björn Borg (cette rencontre eut lieu au tournoi de New York Clean Air Classic le 7 décembre 1972 : à ce moment précis, Borg a 16 ans et demi et Gonzales 44 ans et demi soit un écart de 28 ans).
- Jimmy Connors : « Mon service écarté aurait été efficace contre son retour de revers à deux mains ».
- John McEnroe: « Je le place tout en haut, juste derrière Hoad, car il tapait la balle un peu moins fort ».
- Rod Laver : « Même à son meilleur niveau, je crois que je couvrais trop de terrain pour lui. C'était un grand athlète, mais il jouait sans réfléchir ».
- Ken Rosewall : « Frank Sedgman et moi exceptés, il pouvait battre tous les autres… mais il avait une faiblesse en coup droit et une faiblesse au service ».
- Lew Hoad : « Il était le seul gars qui, si je jouais mon meilleur tennis, pouvait me battre quand même. Je crois que son jeu était le meilleur de tous les temps. Meilleur que le mien ».
- Donald Budge : « Même aujourd'hui, je crois qu'il avait le meilleur revers jamais développé… Sa balle venant de son revers était la plus lourde dont je me rappelle ».

Toutes citations sont du New York Times du 12 mars 1995. Gonzales est mort quatre mois plus tard.

## Victoires en Grand Chelem
- l'US Open:
  - Champion en simple messieurs - 1948 et 1949
- Wimbledon:
  - Champion en double messieurs - 1949
- Internationaux de France (Roland Garros):
  - Champion en double messieurs - 1949
  - Simple: demi-finaliste en 1949 et 1968.

## Principaux résultats et toutes les victoires (connues) de Pancho Gonzales
- Wembley Pro
  - Champion : 1950, 1951, 1952 et 1956
  - Finaliste : 1953

- US Pro Championship
  - Champion : 1953, 1954, 1955, 1956, 1957, 1958, 1959 et 1961
  - Finaliste : 1951, 1952 et 1964

- Roland-Garros Pro
  - Finaliste : 1953, 1956 et 1961

Résultats des tournées professionnelles :
- 1949-1950 - Jack Kramer a battu Gonzales 96 matchs à 27
- 1953-1954 - Gonzales a battu Frank Sedgman 16-9, Ken McGregor 15-0, et Dinny Pails 47-7
- 1954 - Gonzales a battu Sedgman 30-21 et Pancho Segura 30-21 dans une série de matchs "round-robin"
- 1955-1956 - Gonzales a battu Tony Trabert 74-27
- 1957 - Gonzales a battu Ken Rosewall 50-26
- 1958 - Gonzales a battu Lew Hoad 51-36
- 1959 - Gonzales a battu Mal Anderson, Ashley Cooper, et Hoad dans des matchs "round-robin"
- 1959-1960 - Gonzales a battu Alex Olmedo, Segura, et Rosewall dans des matchs "round-robin"
- 1961 - Gonzales était le gagnant le plus important dans un circuit qui comprenait Butch Buchholz, Barry MacKay, Andrés Gimeno, Hoad, Olmedo, Sedgman, Trabert, et Cooper.

Coupe Davis :
- Membre de l'équipe américaine gagnante en 1949 (a gagné ses deux matchs en simple dans la finale contre l'Australie).

- (Abréviation concernant les surfaces : Tb : Terre battue, He : Herbe, D : Dur, D (i) : Dur indoor, M : Moquette, B : Bois.)

## Titres de Pancho Gonzales en simple (1948-1972): 113 tournois remportés au moins
(Voir Records de titres au tennis pour les joueurs les plus titrés de l'histoire)

### Titres amateurs (1948-1949): 17
- Il commence sa carrière en 1947 mais ne remporte son 1er tournoi qu'en janvier 1948 à Tampa.

|    | Année | Date            | Nom et lieu du tournoi                            | Surface | Finaliste         | Score                 |
| -- | ----- | --------------- | ------------------------------------------------- | ------- | ----------------- | --------------------- |
| 1  | 1948  | 5-11 janvier    | Tampa Dixie Championships (États-Unis)            | ?       | Gardner Larned    | 2-6 3-6 6-2 7-5 6-2   |
| 2  | 1948  | 19-25 janvier   | Orlando Florida Championships (États-Unis)        | ?       | Enrique Buse      | 6-2 3-6 6-3 6-3       |
| 3  | 1948  | 6-12 juin       | Berkeley California Championships (États-Unis)    | ?       | Earl Cochell      | 1-6 10-8 6-3 6-4      |
| 4  | 1948  | 21-27 juin      | Maplewood N.J. Championships (États-Unis)         | ?       | Don McNeil        | 6-3 4-6 2-6 6-4 6-0   |
| 5  | 1948  | 5-11 juillet    | Indianapolis Western Championships (États-Unis)   | Tb      | Jack Tuero        | 6-3 6-1 6-3           |
| 6  | 1948  | 12-18 juillet   | River Forest U.S. Clay Court (États-Unis)         | Tb      | Clarence Carter   | 7-5 6-2 6-3           |
| 7  | 1948  | 2-7 août        | Southampton Meadow Club (États-Unis)              | He      | Budge Patty       | 6-3 6-0 6-3           |
| 8  | 1948  | 6-19 septembre  | U.S. Nationals Forest Hills (États-Unis)          | He      | Eric Sturgess     | 6-2 6-3 14-12         |
| 9  | 1949  | 5-12 février    | La Jolla Beach Classic (États-Unis)               | ?       | Ted Schroeder     | 6-2 6-8 9-7           |
| 10 | 1949  | 14-20 février   | Los Angeles Metropolitan (États-Unis)             | ?       | Seymour Greenberg | 6-1 8-6               |
| 11 | 1949  | 17-26 mars      | New York U.S. Indoor (États-Unis)                 | B ?     | Bill Talbert      | 10-8 6-0 4-6 9-7      |
| 12 | 1949  | 25-30 avril     | Ojai Valley California Championships (États-Unis) | ?       | Bob Falkenburg    | 7-5 6-3               |
| 13 | 1949  | 11-18 juillet   | River Forest U.S. Clay Court (États-Unis)         | Tb      | Frank Parker      | 6-1 3-6 8-6 6-3       |
| 14 | 1949  | 19-23 juillet   | Haverford Pennsylvania Grass Court (États-Unis)   | He      | Vic Seixas        | 6-4 6-1 6-0           |
| 15 | 1949  | 15-22 août      | Newport Casino Invitational (États-Unis)          | He      | Gardnar Mulloy    | 10-8 9-11 6-3 6-4     |
| 16 | 1949  | 31 août-15 sep. | U.S. National Forest Hills (États-Unis)           | He      | Ted Schroeder     | 16-18 2-6 6-1 6-2 6-4 |
| 17 | 1949  | 12-18 septembre | Los Angeles Pacific Southwest (États-Unis)        | D ?     | Ted Schroeder     | 6-3 9-11 8-6 6-4      |

### Titres professionnels (1950-1967): 85 (au moins)
|    | Année | Date            | Nom et lieu du tournoi                                     | Surface | Finaliste          | Score                        |
| -- | ----- | --------------- | ---------------------------------------------------------- | ------- | ------------------ | ---------------------------- |
| 1  | 1950  | 22-26 mars      | Philadelphie Pro Championships (États-Unis)                | B       | Jack Kramer        | 7-5 6-3 6-4                  |
| 2  | 1950  | 25-30 sep.      | Tournoi de tennis de Wembley (Londres) Indoor (Angleterre) | B       | Welby Van Horn     | 6-3 6-3 6-2                  |
| 3  | 1951  | 24-28 sep.      | Tournoi de tennis de Wembley (Londres) Indoor (Angleterre) | B       | Pancho Segura      | 6-2 6-2 2-6 6-4              |
| 4  | 1952  | 25-29 mars      | Philadelphie Pro Championships (États-Unis)                | B       | Pancho Segura      | 6-2 6-3                      |
| 5  | 1952  | 28 juil-2 août  | Scarborough Slazenger Pro (Angleterre)                     | He      | Pancho Segura      | 15-13 6-3 6-3                |
| 6  | 1952  | 30-31 août      | Berlin Rot Weiss Club Pro (Allemagne)                      | Tb      | Donald Budge       | 8-6 7-5                      |
| 7  | 1952  | 25-28 sep.      | Tournoi de tennis de Wembley (Londres) Indoor (Angleterre) | B       | Jack Kramer        | 3-6 3-6 6-2 6-4 7-5          |
| 8  | 1953  | 16-21 juin      | US Pro Championships Cleveland (États-Unis)                | He      | Donald Budge       | 4-6 6-4 7-5 6-2              |
| 9  | 1953  | 11-16 août      | Los Angeles California State Pro (États-Unis)              | D       | Donald Budge       | 5-7 6-3 6-4                  |
| 10 | 1953  | 16-20 sep.      | Québec Canadian Pro (Canada)                               | D       | Bobby Riggs        | 6-0 6-4 6-4                  |
| 11 | 1954  | 3-4 janvier     | New York (M.S.G.) Pro (États-Unis)                         | B       | Pancho Segura      | 7-9 6-4 6-4                  |
| 12 | 1954  | 12 janvier      | Norfolk Pro Champonships (États-Unis)                      | ?       | Pancho Segura      | 8-5 (pro set)                |
| 13 | 1954  | 13 janvier      | Charlottesville Pro Championships (États-Unis)             | ?       | Pancho Segura (2e) | 11-9 (pro set)               |
| 14 | 1954  | 15 janvier      | New Haven Pro Championships (États-Unis)                   | ?       | Pancho Segura      | 9-7 (pro set)                |
| 15 | 1954  | 17 janvier      | Buffalo Pro Championships (États-Unis)                     | ?       | Frank Sedgman      | 11-9 (pro set)               |
| 16 | 1954  | 19 janvier      | Toronto Canadian Pro Chmpionships (Canada)                 | ?       | Pancho Segura      | 8-5 (pro set)                |
| 17 | 1954  | 25 janvier      | Saint-Louis Pro Championships (États-Unis)                 | ?       | Frank Sedgman      | 10-8 (pro set)               |
| 18 | 1954  | 27 janvier      | Cincinnati Pro Championships (États-Unis)                  | ?       | Pancho Segura      | 9-7 (pro set)                |
| 19 | 1954  | 30 janvier      | White Plains Pro Championships (États-Unis)                | ?       | Pancho Segura      | 8-2 (pro set)                |
| 20 | 1954  | 2 février       | Rochester Pro Championships (États-Unis)                   | ?       | Pancho Segura      | ?                            |
| 21 | 1954  | 3 février       | Albany Pro Championships (États-Unis)                      | ?       | Pancho Segura      | 10-8 (pro set)               |
| 22 | 1954  | 4 février       | Boston Pro Indoor Championships (États-Unis)               | ?       | Pancho Segura      | 9-7 (pro set)                |
| 23 | 1954  | 8 février       | Ottawa Pro Championships (Canada)                          | ?       | Pancho Segura      | 8-6 (pro set)                |
| 24 | 1954  | 9 février       | Ithaca Pro Championships (États-Unis)                      | ?       | Pancho Segura      | 8-4 (pro set)                |
| 25 | 1954  | 12 février      | Fort Wayne Pro Championships (États-Unis)                  | ?       | Frank Sedgman      | 28-26 (pro set)              |
| 26 | 1954  | 14 février      | Kansas Pro Championships (États-Unis)                      | ?       | Pancho Segura      | 8-4 (pro set)                |
| 27 | 1954  | 23 février      | Sacramento Pro Championships (États-Unis)                  | ?       | Pancho Segura      | ?                            |
| 28 | 1954  | 3 mars          | San Antonio Pro Chamionships (États-Unis)                  | ?       | Pancho Segura      | ?                            |
| 29 | 1954  | 5 mars          | Dallas Pro Championships (États-Unis)                      | ?       | Pancho Segura      | 8-3 (pro set)                |
| 30 | 1954  | 20 mars         | New York Pro Championships (États-Unis)                    | ?       | Pancho Segura      | 8-5 (pro set)                |
| 31 | 1954  | 29 mars         | El Paso Pro Championships (États-Unis)                     | ?       | Pancho Segura      | ?                            |
| 32 | 1954  | 3-4 avril       | Mexico Pro Championships (Mexique)                         | ?       | Frank Sedgman      | 9-7 6-4                      |
| 33 | 1954  | 7 avril         | Oklahoma City Pro Championships (États-Unis)               | ?       | Pancho Segura      | 8-6 (pro set)                |
| 34 | 1954  | 28 avril-2 mai  | US Pro Championships Cleveland (États-Unis)                | He      | Frank Sedgman      | 6-3 9-7 3-6 6-2              |
| 35 | 1954  | 12 mai          | Grand Forks Pro Championships (États-Unis)                 | ?       | Frank Sedgman      | ?                            |
| 36 | 1954  | 25 mai          | Palo Alto Pro Championships (États-Unis)                   | ?       | Frank Sedgman      | 8-4 (pro set)                |
| 37 | 1954  | 8-13 juin       | Los Angeles U.S. Pro Hardcourt (États-Unis)                | D       | Pancho Segura      | 6-4 4-6 2-6 6-2 6-4          |
| 38 | 1955  | 4-8 mars        | US Pro Championships Cleveland (États-Unis)                | He      | Pancho Segura      | 21-16 19-21 21-8 20-22 21-19 |
| 39 | 1955  | 24-30 juillet   | Scarborough Slazenger Pro (Angleterre)                     | He      | Pancho Segura      | 6-2 7-5 8-6                  |
| 40 | 1955  | 20-23 août      | Ostende Pro Championships R.R. (Belgique)                  | Tb      | Pancho Segura      | 6-1 6-1                      |
| 41 | 1955  | 9-14 nov.       | Los Angeles U.S. Pro Hard Court (États-Unis)               | D       | Pancho Segura      | 21-19 6-3 6-4                |
| 42 | 1956  | 2-6 avril       | US Pro Championships Cleveland (États-Unis)                | He      | Pancho Segura      | 21-15 13-21 21-14 22-20      |
| 43 | 1956  | 30 juin-3 juil. | Buenos Aires Argentina Pro R.R. (Argentine)                | Tb      | Frank Sedgman      | 7-9 6-2 6-1 7-9 10-8         |
| 44 | 1956  | 15-16 juillet   | Chicago River Forest Pro Championships (États-Unis)        | Tb      | Tony Trabert       | 6-3, 5-7, 6-2                |
| 45 | 1956  | 27 juil-5 août  | Los Angeles T.O.C. (États-Unis)4                           | D       | Frank Sedgman      | 9-7 3-6 6-1                  |
| 46 | 1956  | 17-20 sep.      | Milan Trophy of Champions (Italie)                         | Tb      | Frank Sedgman      | 6-4 6-4 6-3                  |
| 47 | 1956  | 26-29 sep.      | Tournoi de tennis de Wembley (Londres) Indoor (Angleterre) | B       | Frank Sedgman      | 4-6 11-9 11-9 9-7            |
| 48 | 1957  | 8-12 avril      | US Pro Championships Cleveland (États-Unis)                | He      | Pancho Segura      | 6-3 3-6 7-5 6-1              |
| 49 | 1957  | 20-21 avril     | Hamilton Bermuda Pro (Bermudes)                            | Tb      | Pancho Segura      | 7-9 6-4 6-3                  |
| 50 | 1957  | 23-24 mai       | San Francisco Cow-Palace Pro (États-Unis)                  | ?       | Pancho Segura      | 6-4 6-4                      |
| 51 | 1957  | 14-21 juillet   | Forest Hills T.O.C. R.R. (États-Unis)4                     | He      | Frank Sedgman      | 5-7 7-5 3-6 6-3 6-3          |
| 52 | 1957  | 26 juil-3 août  | Los Angeles Pro Masters R.R. (États-Unis)                  | D       | Frank Sedgman      | 6-1 3-6 6-1                  |
| 53 | 1958  | 1-5 mai         | US Pro Championships Cleveland (États-Unis)                | He      | Pancho Segura      | 3-6 4-6 14-12 6-1 6-4        |
| 54 | 1958  | 26 mai          | Salt Lake City Pro Championships (États-Unis)              | ?       | Ken Rosewall       | 10-8 (pro set)               |
| 55 | 1958  | 27 mai          | Boise Pro Championships (États-Unis)                       | ?       | Ken Rosewall       | 8-4 (pro set)                |
| 56 | 1958  | 28 mai          | Spokane Pro Championships (États-Unis)                     | ?       | Tony Trabert       | 8-5 (pro set)                |
| 57 | 1958  | 30 mai          | Vancouver Pro Championships (Canada)                       | ?       | Tony Trabert       | 8-2 (pro set)                |
| 58 | 1958  | 2 juin          | Bakersfield Pro Championships (États-Unis)                 | D       | Pancho Segura      | 8-6 (pro set)                |
| 59 | 1958  | 3 juin          | Palo Alto Pro Championships (États-Unis)                   | D       | Frank Sedgman      | 8-6 (pro set)                |
| 60 | 1958  | 16-24 juin      | Forest Hills T.O.C. (États-Unis)4                          | He      | Ken Rosewall 2e    | 19-17 5-7 6-4                |
| 61 | 1959  | 4-8 février     | Sydney N.S.W. Pro Championships (Australie)3               | He      | Frank Sedgman      | 7-5 6-4 0-6 6-4              |
| 62 | 1959  | 22-26 avril     | US Pro Championships Cleveland (États-Unis)                | He      | Lew Hoad           | 6-4 6-2 6-4                  |
| 63 | 1959  | 5-14 juin       | Los Angeles Masters Round Robin (États-Unis)               | D       | Lew Hoad 2e        | ?                            |
| 64 | 1959  | 16-21 juin      | Toronto O'Keefe Pro Championships (Canada)                 | D       | Frank Sedgman      | 6-1 6-4 6-1                  |
| 65 | 1959  | 8-13 déc.       | Sydney N.S.W. Pro Championships (Australie)3               | He      | Lew Hoad           | 6-1 6-1                      |
| 66 | 1960  | 11-16 mai       | Tuscaloosa Pro Championships (États-Unis)                  | Tb ?    | Sammy Giammalva    | 6-1 6-4 6-4                  |
| 67 | 1961  | 29 avril-3 mai  | US Pro Championships Cleveland (États-Unis)                | He      | Frank Sedgman      | 6-3 7-5                      |
| 68 | 1961  | 16-20 août      | Genève Gold Trophy (Suisse)                                | Tb      | Ken Rosewall       | 8-6 6-0                      |
| 69 | 1961  | 27 sep-2 oct.   | Copenhague Scandinavian Pro (Danemark)                     | ?       | Alex Olmedo        | 4-6 7-5 8-6 7-5              |
| 70 | 1961  | 3-7 octobre     | Milan Pro Championships (Italie)                           | Tb      | Ashley Cooper      | 6-3 6-2                      |
| 71 | 1961  | 16-20 octobre   | Vienne Austrian Pro Indoor (Autriche)                      | B       | Barry MacKay       | 6-2 6-4 6-4                  |
| 72 | 1964  | 12-16 mai       | Cleveland Pepsi Cola World Pro (États-Unis)                | He      | Andrés Gimeno      | 6-2 15-13                    |
| 73 | 1964  | 26-31 mai       | White Plains U.S. Pro indoor (États-Unis)                  | B       | Ken Rosewall       | 8-6                          |
| 74 | 1964  | 20-21 juillet   | Wembley Pro (Londres) Golden Racket (Angleterre)2          | ?       | Lew Hoad           | 0-6 6-4 9-7                  |
| 75 | 1964  | 22-24 juillet   | Knokke-le-Zoute Pro (Belgique)2                            | Tb      | Rod Laver          | 6-3 8-6                      |
| 76 | 1964  | 8-13 déc.       | Hollywood Florida Pro (États-Unis)                         | Tb      | Bernard Bartzen    | 6-4 8-6                      |
| 77 | 1965  | 18-23 janvier   | Sydney N.S.W. Pro Championships (Australie)                | He      | Ken Rosewall       | 8-6 3-6 6-4                  |
| 78 | 1965  | 6-11 avril      | Orlando Florida Pro (États-Unis)                           | Tb      | Pancho Segura      | 6-1 6-1                      |
| 79 | 1965  | mai             | Dallas CBS TV Pro Series (États-Unis)                      | Tb      | Ken Rosewall       | 8-10 7-5 12-10               |
| 80 | 1965  | 2-6 juin        | Seattle Seafirst Greater Pro (États-Unis)                  | ?       | Rod Laver          | 6-3 6-4                      |
| 81 | 1966  | 1-6 février     | Hollywood Florida Pro (États-Unis)                         | Tb      | Warren Woodcock    | 6-2 6-0                      |
| 82 | 1966  | 31 mars         | Wembley (Londres) BBC-2 Trophy (Angleterre)1               | ?       | Rod Laver          | 6-3 5-7 12-10                |
| 83 | 1966  | 14-18 sep.      | Birmingham Pro Classic (États-Unis)                        | Tb      | Crawford Henry     | 6-2 7-5                      |
| 84 | 1966  | 29 nov-4 déc.   | Hollywood Pro Challenge Cup (États-Unis)                   | Tb      | Rod Laver          | 6-4 6-2                      |
| 85 | 1967  | 2-7 mai         | Birmingham Pro Classic (États-Unis)                        | Tb      | Alan Mills         | 6-4 6-2                      |

(Tous les tournois comportant une finale en pro-set sont essentiellement des tableaux à 4 joueurs)
- 2 : Tournoi à 4-joueurs
- 3 : Il y a eu 2 éditions en 1959 du tournoi New South Wales Pro à Sydney.
- 4 : T.O.C. = Tournament of Champions.

### Période de retraite sportive
- Pancho Gonzales prit sa retraite sportive en janvier 1962. Il reviendra à la compétition en 1963 sans remporter de tournoi. Il ne regagnera un titre qu'en mai 1964 à Cleveland contre Andrés Gimeno.

### Titres pendant l'Ère Open (1968-1972): 11
|    | Année | Date                 | Nom et lieu du tournoi                             | Surface | Finaliste      | Score               |
| -- | ----- | -------------------- | -------------------------------------------------- | ------- | -------------- | ------------------- |
| 1  | 1968  | 15-21 juillet        | Los Angeles National Tennis Ligue Pro (États-Unis) | ?       | Rod Laver      | 1-6 6-3 6-4         |
| 2  | 1968  | 28 sep-1eroct.       | Midland Pro Championships (États-Unis)             | ?       | Roy Emerson    | 7-5 6-3             |
| 3  | 1969  | 15-21 septembre      | Los Angeles Pacific Southwest Open (États-Unis)    | ?       | Cliff Richey   | 6-0 7-5             |
| 4  | 1969  | 6-12 octobre         | Las Vegas Howard Hughes Open (États-Unis)          | D       | Arthur Ashe    | 6-0 6-2 6-4         |
| 5  | 1970  | 12-17 mai            | Las Vegas Howard Hughes Open (États-Unis)          | D       | Rod Laver      | 6-1 7-5 5-7 6-3     |
| 6  | 1971  | 3-9 mai              | Los Angeles Southern California (États-Unis)       | D       | Jimmy Connors  | 6-4 4-6 6-1         |
| 7  | 1971  | 20-26 septembre      | Los Angeles Pacific Southwest Open (États-Unis)    | D       | Jimmy Connors  | 3-6 6-3 6-3         |
| 8  | 1971  | 13-16 décembre       | Kingston Rothmans International (Jamaïque)         | D       | Clark Graebner | 6-4 4-6 6-3         |
| 9  | 1972  | 31 janvier-6 février | Des Moines Iowa International (États-Unis)         | ?       | Georges Goven  | 3-6 4-6 6-3 6-4 6-2 |
| 10 | 1972  | 20-26 septembre      | Los Angeles Southern California (États-Unis)       | D       | Alex Olmedo    | 6-3 6-2             |
| 11 | 1972  | 11-14 décembre       | Kingston Rothmans International (Jamaïque)         | D       | Clark Graebner | 6-3 6-4             |

### Finales perdues Amateurs (1947-1949): 6
|   | Année     | Date           | Nom et lieu du tournoi                                   | Surface | Vainqueur      | Score                |
| - | --------- | -------------- | -------------------------------------------------------- | ------- | -------------- | -------------------- |
| 1 | 1947-1948 | 27 déc-1erjan. | La Nouvelle-Orléans Sugar Bowl Invitational (États-Unis) | ?       | Ted Schroeder  | 7-5 6-2 3-6 6-2      |
| 2 | 1948      | 13-19 janvier  | Saint Petersburg Florida West Coast (États-Unis)         | ?       | Gardnar Mulloy | 4-6 6-2 9-11 6-4 6-2 |
| 3 | 1948      | 2-10 octobre   | San Francisco Pacific Coast (États-Unis)                 | ?       | Ted Schroeder  | 6-4 4-6 6-3 6-1      |
| 4 | 1949      | 10-15 mai      | Los Angeles Southern California (États-Unis)             | ?       | Ted Schroeder  | 6-1 6-0 6-2          |
| 5 | 1949      | 30 mai-6 juin  | Noordwijk Dutch International (Pays-Bas)                 | Tb      | Eric Sturgess  | 2-6 7-5 6-4 6-2      |
| 6 | 1949      | 25-31 juillet  | Southampton Meadow Club (États-Unis)                     | He      | Bill Talbert   | 6-4 5-7 3-6 7-5 6-2  |

### Finales perdues Professionnels (1950-1967): 24
|    | Année | Date           | Nom et lieu du tournoi                                     | Surface | Vainqueur     | Score               |
| -- | ----- | -------------- | ---------------------------------------------------------- | ------- | ------------- | ------------------- |
| 1  | 1952  | juin           | US Pro Championships Cleveland (États-Unis)                | ?       | Pancho Segura | 3-6 6-4 3-6 6-4 6-0 |
| 2  | 1953  | août           | Paris French Pro Championships (France)                    | Tb      | Frank Sedgman | 6-1 6-3             |
| 3  | 1953  | 18 novembre    | Tournoi de tennis de Wembley (Londres) Indoor (Angleterre) | B       | Frank Sedgman | 6-1 6-2 6-2         |
| 4  | 1954  | 20-22 août     | Los Angeles Pacific Coast Pro (États-Unis)                 |         | Pancho Segura | 4-6 7-5 9-7         |
| 5  | 1956  | 10-16 sep.     | Paris French Pro Championships (France)                    | Tb      | Tony Trabert  | 6-3 4-6 5-7 8-6 6-2 |
| 6  | 1958  | 14-17 octobre  | Stockholm Swedish Pro Championships (Suède)                | ?       | Tony Trabert  | 6-4 6-2             |
| 7  | 1959  | 10-15 janvier  | Melbourne Victorian Pro Championships (Australie)          | He      | Frank Sedgman | 6-4 9-7 9-4         |
| 8  | 1959  | 23-28 juin     | Forest Hills Tournament of Champions (États-Unis)          | He      | Lew Hoad      | 6-1 5-7 6-2 6-1     |
| 9  | 1959  | 15-19 décembre | Brisbane Queensland Pro (Australie)                        | He      | Ken Rosewall  | 1-6 7-5 8-6 8-6     |
| 10 | 1961  | 12-17 sep.     | Paris French Pro Championships (France)                    | Tb      | Ken Rosewall  | 2-6 6-4 6-3 8-6     |
| 11 | 1964  | 9-14 juin      | Saint Louis Volkswagen Pro (États-Unis)                    | ?       | Ken Rosewall  | 6-4 6-3             |
| 12 | 1964  | 23-28 juin     | Milwaukee Schiltz Pro Championships (États-Unis)           | ?       | Ken Rosewall  | 6-4 3-6 6-2         |
| 13 | 1964  | 7-12 juillet   | US Pro Championships Chestnut Hill (États-Unis)            | He      | Rod Laver     | 4-6 6-3 7-5 6-4     |
| 14 | 1964  | 12-16 août     | Cannes Pro Championships (France)                          | Tb      | Ken Rosewall  | 6-3 3-6 14-12 6-4   |
| 15 | 1964  | 18-19 août     | Aix-les-Bains Pro Championships (France)                   | Tb ?    | Alex Olmedo   | 10-3                |
| 16 | 1964  | 25-30 août     | Genève Pro Championships (Suisse)                          | Tb      | Rod Laver     | 4-6 6-3 6-1         |
| 17 | 1965  | 1-6 février    | Perth Western Australian Pro (Australie)                   | He      | Rod Laver     | 7-5 11-9            |
| 18 | 1965  | 22-25 avril    | Oklahoma City Pro Championships (États-Unis)               | ?       | Rod Laver     | 6-3 6-4             |
| 19 | 1965  | 26 avril-2 mai | U.S. Pro Indoor New York (États-Unis)                      | B       | Rod Laver     | 6-3 6-1             |
| 20 | 1965  | 19-25 mai      | Los Angeles Masters Pro (États-Unis)                       | ?       | Rod Laver     | 3-6 6-3 7-5         |
| 21 | 1965  | 26-31 mai      | San Rafael Pro Championships (États-Unis)                  | ?       | Rod Laver     | 6-1 6-4             |
| 22 | 1965  | 15-20 juin     | Lake Tahoe Tahoe Racquet Club Pro (États-Unis)             | ?       | Rod Laver     | 6-3 2-6 6-4         |
| 23 | 1967  | 1-5 mars       | New York Pro Championships (États-Unis)                    | B       | Rod Laver     | 7-5 14-16 7-5 6-2   |
| 24 | 1967  | 15-19 mars     | Orlando Pro Championships (États-Unis)                     | ?       | Rod Laver     | 6-4 2-6 6-0         |

### Finales perdues pendant l'Ère Open (1968-1972): 4 (Inclus les tournois Pro)
|   | Année | Date            | Nom et lieu des tournois                     | Surface | Vainqueur        | Score       |
| - | ----- | --------------- | -------------------------------------------- | ------- | ---------------- | ----------- |
| 1 | 1968  | 23-25 mars      | Buenos Aires South American Pro (Argentine)  | Tb      | Rod Laver        | 7-5 5-7 6-4 |
| 2 | 1968  | 27 nov-1er déc. | New York (M.S.G.) Pro (États-Unis)           | B       | Tony Roche       | 6-4 6-3     |
| 3 | 1969  | 3-5 octobre     | Midland Texas Pro Championships (États-Unis) | ?       | Ken Rosewall     | 5-7 6-1 7-5 |
| 4 | 1972  | 6-10 décembre   | New York Clean Air Classic (États-Unis)      | M       | Charlie Pasarell | 4-6 6-2 6-2 |

note : Gonzales aurait gagné à La Jolla le 1er juin 1959 mais on ne sait pas si ce fut un tournoi ou un match de tournée professionnelle
Sources : Sources: Michel Sutter, Vainqueurs Winners 1946-2003, Paris 2003; World Tennis Magazines; Joe McCauley, The History of Professional Tennis, London 2001;
10 tournées professionnelles remportées (au moins) :
- Australian Pro Tour Janvier-Février 1951 : 1. Gonzales 36 matchs gagnés - 6 perdus (2. Dinny Pails 27-15, 3. Frank Parker 14-28 et 4. Donald Budge 9-33)
- World Pro Tour Janvier 3 - Mai 1954 : Gonzales a dominé Segura 30 matchs à 21 (ou 20), Sedgman 30 matchs à 21 (ou 20), et Budge (score inconnu mais Budge n'a battu Gonzales qu'une seule fois, à Los Angeles)
- Australian Pro Tour Novembre-Décembre 1954 : 1. Gonzales (2. Sedgman or Segura, 4. McGregor)
- World Pro Tour 9 décembre 1955 - 3 juin 1956 : Gonzales a vaincu Trabert 74-27
- South African Tour Novembre-Décembre 1956 : 1. Gonzales 9-4 (2. Sedgman 7-6, 3. Trabert 6-7 et 4. Hartwig 4-9)
- World Pro Tour Janvier 14-Mai 1957 : Gonzales a battu Rosewall 50-26
- World Pro Tour Janvier-Avril ou Mai 1958 : Gonzales a dominé Hoad 51-36
- World Pro Tour Février-Mai ? 1959 : 1. Gonzales 47-15 (2. Hoad 42-20, 3. Ashley Cooper 21-40 et 4. Mal Anderson 13-48)
- World Pro Tour Janvier-Mai 1960 : 1. Gonzales 49-8 (2. Rosewall 32-25, 3. Segura 22-28 et 4. Olmedo 11-44)
- World Pro Tour 30 décembre 1960 - Avril 1961 : initialement 6 joueurs devant disputer chacun 47 matchs de poule, suivi de 28 face-à-face opposant le 1er et le 2nd de la 1re phase et autant de matchs entre les 3e et 4e pour déterminer le classement final; le grand absent fut Rosewall qui déclina l'invitation pour prendre 6 mois de vacances après plus de dix ans sans interruption sur le circuit; les remplacements de joueurs blessés étaient permis et les résultats étaient pris en compte. 1re phase de la tournée : Gonzales-(Segura) 33-14, Andres Gimeno 27-20, Hoad-(Trabert, Cooper, Sedgman) 24-23, Barry MacKay 22-25, Olmedo 18-29, Butch Buchholz 16-31; 2e phase : Gonzales (1er de la 1re phase) vainquit Gimeno (2e de la 1re phase) 21-7 pour la victoire finale, et Sedgman (remplaçant définitif de Hoad blessé) domina MacKay 15-13 pour la 3e place finale
Sources : World Tennis Magazines; Joe McCauley, The History of Professional Tennis, London 2001;